# Gedongkedoan
Gedongkedoan is een bestuurslaag in het regentschap Gresik van de provincie Oost-Java, Indonesië. Gedongkedoan telt 898 inwoners (volkstelling 2010).